# Cyrtophora bicauda
Cyrtophora bicauda là một loài nhện trong họ Araneidae.
Loài này thuộc chi Cyrtophora. Cyrtophora bicauda được Kendo Saito miêu tả năm 1933.